# وشز (تگزاس)
وشز (به انگلیسی: Weches) یک منطقهٔ مسکونی در ایالات متحده آمریکا است که در شهرستان هیوستون، تگزاس واقع شده‌است. وشز ۲۶ نفر جمعیت دارد و ۱۳۹ متر بالاتر از سطح دریا واقع شده‌است.